# Keysseria
Keysseria là một chi thực vật có hoa trong họ Cúc (Asteraceae).

## Loài
Chi Keysseria gồm các loài: